# Losgna erythropus
Losgna erythropus là một loài tò vò trong họ Ichneumonidae.